# Хилл, Роуленд
Ро́уленд Хилл (англ. Rowland Hill; 3 декабря 1795, Киддерминстер — 27 августа 1879, Лондон) — английский учитель, изобретатель и реформатор. Преобразователь почтового дела в Великобритании, племянник генерала Роланда Хилла.
Известен тем, что внёс коренную реформу в дело установления почтовых такс. При этом выступал за полное преобразование почты на основе концепции единого почтового тарифа в один пенни и предложенного им решения проблемы предварительной оплаты, способствующей безопасной, быстрой и недорогой пересылке писем. Впоследствии Хилл был государственным почтовым чиновником, при этом обычно считается, что ему принадлежит разработка основных концепций современной почтовой связи, в том числе изобретение почтовой марки. Член Королевского общества, кавалер ордена Бани.

## Ранние годы жизни
Роуленд Хилл родился на улице Блэкуэлл Стрит в Киддерминстере, городе в графстве Вустершир (Англия). Его отец, Томас Райт Хилл, слыл новатором в образовании и политике, в том числе и в кругу своих друзей — Джозефа Пристли, Тома Пейна и Ричарда Прайса. Когда Роуленду исполнилось одиннадцать, он стал учителем-практикантом в школе своего отца: преподавал астрономию и подрабатывал, ремонтируя научные приборы. Кроме того, он работал в пробирной палате Бирмингема и рисовал пейзажи в свободное время.

## Реформа образования
Хилл посвятил себя сначала педагогике. В 1819 году он перевёл школу своего отца «Хилл Топ» (Hill Top) из центра Бирмингема в Эдгбастон, зажиточный район Бирмингема. Там он основал школу Хэйзелвуд, ставшую «преломлением идей Джозефа Пристли применительно к образованию». Школа Хэйзелвуд должна была стать образцом государственного обучения для зарождающегося среднего класса, ставя своей целью полезное, ориентированное на ученика образование. Оно должно было давать достаточные знания, умения и понимание, для того чтобы учащийся мог продолжать самообразование на протяжении всей жизни — «самым полезным для общества и самым счастливым для себя образом».
В школе, проект которой разработал сам Хилл, были такие чудеса (для того времени), как научная лаборатория, плавательный бассейн и принудительное воздушное отопление.
В 1822 году Хилл написал работу «Планы государственного и либерального обучения мальчиков в больших количествах, выработанные на основе опыта» («Plans for the Government and Liberal Instruction of Boys in Large Numbers Drawn from Experience»; кратко на эту работу часто ссылаются как на «Государственное образование» — «Public Education»). В ней он утверждал, что не розги, а доброта, не страх, а моральное воздействие должны играть основную роль в школьной дисциплине. Наука должна быть обязательным предметом, а учащиеся должны быть самостоятельными.
Школа Хэйзелвуд оказалась в центре внимания, когда известный французский деятель в области образования и редактор Марк Антуан Жюльен, бывший секретарь Робеспьера, посетил школу и написал о ней в вышедшем в июне 1823 года номере издаваемого им журнала «Ревю» (фр. «Revue»). Жюльен даже перевёл сюда собственного сына. Школа так поразила Джереми Бентама, что в 1827 году была переведена в Замок Брюса в Тоттенхеме (Лондон).

## Колонизация Южной Австралии
Колонизация Южной Австралии была идеей Эдварда Уэйкфилда, полагавшего, что многие социальные проблемы Британии были порождены перенаселённостью. В 1832 году Роуленд Хилл опубликовал трактат под названием «Внутренние колонии: набросок плана постепенного искоренения нищеты и снижения преступности» (англ. «Home Colonies: Sketch of a Plan for the Gradual Extinction of Pauperism, and for the Diminution of Crime»), основанный на голландской модели.
В 1833 году Хилл сделался секретарём «Общества распространения полезного знания», которое задавалось, например, планом уничтожения пауперизма в Англии, колонизации Южной Австралии и т. п.
С 1833 до 1839 года Хилл был секретарём комиссии по колонизации Южной Австралии (South Australian Colonization Commission), которая успешно работала над созданием поселения без осуждённых преступников на территории нынешней Аделаиды. Возглавлял комиссию политэкономист Роберт Торренс. Согласно Закону Великобритании о Южной Австралии 1834 года, эта колония была призвана воплотить идеалы и лучшие качества британского общества, сформированные свободой вероисповедания и приверженностью социальному прогрессу и гражданским правам.

## Почтовая реформа
Впервые Роуленд Хилл серьёзно заинтересовался почтовой реформой в 1835 году. В 1836 году член парламента Роберт Уоллес снабдил Хилла множеством книг и документов, которые тот описал как «четверть центнера материалов». Хилл начал тщательное изучение документов и в результате в начале 1837 года опубликовал в Лондоне памфлет под названием «Реформа почты, её значение и целесообразность» («Post Office Reform: Its Importance and Practicability»). 4 января 1837 года он направил экземпляр памфлета канцлеру казначейства Томасу Спринг-Райсу. Обратив внимание на большие неудобства тогдашних почтовых правил для публики, он выступил в своей брошюре с планом реформ всего этого дела.
Первое издание памфлета вышло под грифом «секретно» («private and confidential») и осталось недоступным для общественности. Канцлер казначейства вызвал Хилла к себе на совещание, предложил улучшить и переработать памфлет и запросил сделать дополнительно приложение к нему, которое Хилл предоставил 28 января 1837 года.
В 1830-е годы по меньшей мере 12,5 % всей британской почты доставлялось под личной франкатурой пэров, сановников и парламентариев, а почтовые чиновники занимались цензурой и политическим шпионажем. В целом, почта управлялась плохо, была расточительной, дорогостоящей и медленной. Она перестала отвечать потребностям расширяющегося торгово-промышленного государства.
Хорошо известна история, возможно, недостоверная, о том, как Хилл заинтересовался реформированием почты: якобы он обратил внимание на молодую женщину, у которой не было денег, чтобы уплатить за письмо, присланное ей женихом. В те времена за доставку писем обычно платил не отправитель, а получатель. При этом получатель мог просто отказаться получить доставленное письмо. Обман расцвёл пышным цветом. К примеру, информация обозначалась на конверте письма условным кодом: получатель осматривал конверт, считывал информацию, а затем отказывался получать письмо, чтобы не оплачивать его доставку. Каждое отдельное письмо нужно было регистрировать. Кроме того, почтовые тарифы были сложными, поскольку зависели от расстояния и количества листов в письме.
Ричард Кобден и Джон Рамсей Мак-Куллох, оба сторонники свободы торговли, обрушились с критикой политики привилегий и протекционизма правительства консерваторов. В 1833 году Мак-Куллох высказал мнение, что «ничто не способствует торговле больше, чем безопасная, быстрая и дешёвая пересылка писем».
Памфлет Хилла, «Реформа почты, её значение и целесообразность», был распространён в закрытом порядке в 1837 году и обратил на себя тотчас же всеобщее внимание. Хилл один из первых указал на то, что институт почты должен прежде всего иметь в виду интерес публики, а потому требовал понижения платы и уничтожения многих излишних, тяжёлых для публики правил; при этом он доказывал, что убыток, нанесённый казне понижением платы, будет непременно возмещён развитием корреспонденции. Этот доклад призывал к введению «низких и единых тарифов» на основе веса, а не расстояния. Исследования Хилла показали, что бо́льшая часть расходов приходится не на транспортировку, а на трудоёмкие процедуры обработки почты в пунктах отправления и назначения. Расходы могли быть значительно снижены в случае предоплаты почтового сбора отправителем, когда факт предоплаты доказывается использованием предоплаченных почтовых листов или марок с клеевым слоем (к примеру, марки с клеевым слоем уже давно использовались на документах для подтверждения уплаты налогов). Использование почтовых листов было необходимо, поскольку конверты ещё не вошли во всеобщее употребление: ещё не было налажено их массовое производство, и в эпоху, когда сумма почтового сбора рассчитывалась частично на основе количества использованных листов бумаги, один и тот же лист бумаги сворачивался и служил сразу и для текста послания, и для написания адреса. Кроме того, Хилл предложил снизить почтовый тариф до одного пенни за пересылку пол-унции веса, без учёта расстояния.

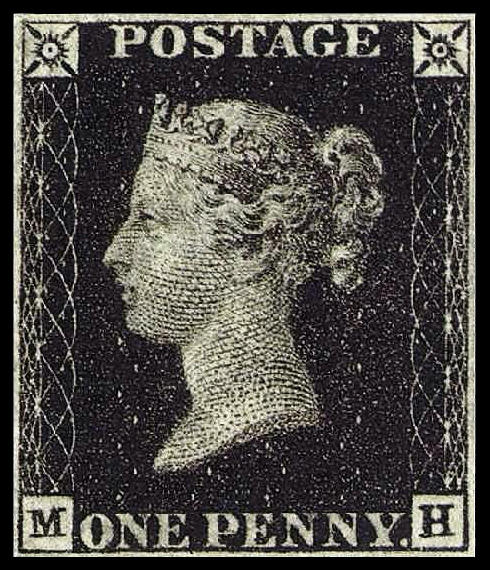
«Чёрный пенни», первая почтовая марка (1840)

Итак, Хилл впервые представил своё предложение правительству в 1837 году. В Палате лордов почтмейстер лорд Личфилд громогласно отозвался о «диких и неосуществимых планах» Хилла. Министр почт (Secretary to the Post Office) Уильям Маберли осудил доклад Хилла в таких выражениях:

Этот план представляется нелепым, абсолютно голословным и полностью основанным на предположениях.
Оригинальный текст (англ.)This plan appears to be a preposterous one, utterly unsupported by facts and resting entirely on assumption.

Однако купцы, торговцы и банкиры считали существующую систему коррумпированной и ограничивающей торговлю. Они сформировали Торговый комитет (Mercantile Committee) для отстаивания плана Хилла и требовали его принятия. В 1839 году Хилл получил двухлетний контракт для запуска новой системы.
Согласно реформе, был введён единый почтовый тариф в четыре пенса, который снизил стоимость до четырёх пенсов с 5 декабря 1839 года, а затем, 10 января 1840 года, — до одного пенни, даже до того, как могли быть напечатаны почтовые марки и почтовые листы. Объёмы пересылаемой оплаченной внутренней корреспонденции резко возросли, на 120 %, в период с ноября 1839 года по февраль 1840 года. Такой первоначальный рост произошёл благодаря отмене льготы по бесплатной пересылке почты и ликвидации почвы для мошенничества.
В 1840 году проект Хилла был принят парламентом, сам он получил место в почтовом департаменте.
В начале 1840 года в обращение поступили предоплачиваемые почтовые листы по рисунку Уильяма Малреди. Эти конверты Малреди не пользовались популярностью и высмеивались в многочисленных сатирических рисунках. Согласно брошюре, выпущенной Национальным почтовым музеем (ныне Британский почтовый музей и архив), конверты Малреди угрожали самому существованию производителей канцелярских товаров, которые поощряли такую сатиру. Конверты стали настолько непопулярными, что правительство использовало определённую часть их в служебной переписке и уничтожило другую часть.
Поскольку впоследствии в Великобритании и в других странах коммерческая печать иллюстрированных конвертов заняла свою нишу в типографской отрасли, скорее всего, сам дух иллюстрации спровоцировал насмешки и привёл к отзыву конвертов Малреди. В отсутствие более ранних примеров отпечатанных типографским способом иллюстрированных конвертов конверт Малреди представляется значительным новшеством сам по себе. Отпечатанные типографским способом иллюстрированные конверты составляют ныне основу индустрии прямой рассылки рекламы почтой.
В мае 1840 года в обращение вышли первые в мире почтовые марки с клеевым слоем. Марки «Чёрный пенни» c их элегантно выгравированным портретом молодой королевы Виктории сразу же ожидал успех. Последующие выпуски «Чёрного пенни» были доработаны; к примеру, на марках для облегчения отделения от марочного листа появилась зубцовка.

## Дальнейшие годы жизни
Роуленд Хилл работал в почтовом ведомстве, пока Консервативная партия не выиграла на повторных выборах. Сэр Роберт Пиль снова занял свою должность на период с 30 августа 1841 года по 29 июня 1846 года. В разгар злобных нападок Хилл был уволен в июле 1842 года. Однако он был назначен директором, а затем и председателем совета директоров Железной дороги Лондон — Брайтон, где служил с 1843 по 1846 год. Он снизил стоимость проезда из Лондона в Брайтон, расширил маршруты, предложил специальные экскурсионные поезда и сделал пересадки удобными для пассажиров.

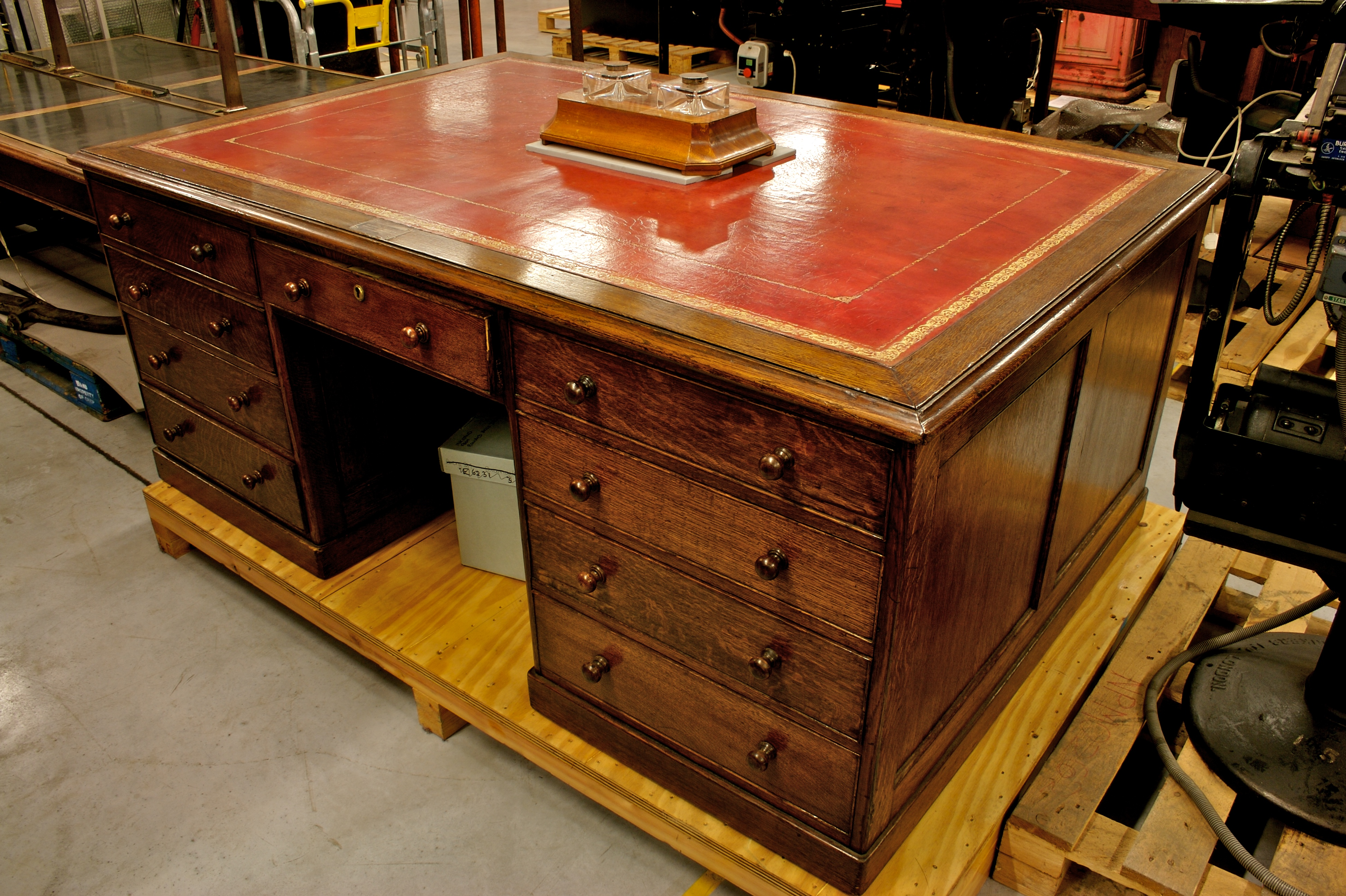
Письменный стол Хилла в его бытность секретарём Главного почтового управления (Британский почтовый музей и архив)

В 1844 году Эдвин Чадвик, Роуленд Хилл, Джон Стюарт Милль, Лайон Плейфэр, Нил Арнотт и другие друзья создали общество под названием «Совет друзей» («Friends in Council»), которое собиралось в их домах для обсуждения вопросов политической экономии Хилл также стал членом влиятельного Клуба политической экономии, основанный Давидом Рикардо и другими классическими экономистами, но теперь включал в свой состав многих влиятельных бизнесменов и политических деятелей.
В 1846 году, когда консерваторы потеряли власть, Хилл стал секретарём Главного почтмейстера, то есть заведующим его делами, а затем министром почты (с 1854 по 1864 год).
При выходе в отставку Хилл получил национальную награду в 20 000 фунтов стерлингов. За оказанные им услуги Хилл был награждён в 1860 году орденом Бани. Он также стал членом Королевского общества и был удостоен почётной степени Оксфордского университета.
Сэр Роуленд Хилл умер в Хэмпстеде (Лондон) в 1879 году и был похоронен в Вестминстерском аббатстве, где ему поставлен памятник. Ещё один надгробный памятник ему установлен на семейной могиле Хиллов на Хайгейтском кладбище .

## Наследие и память
Оставленное потомкам историческое наследие Роуленда Хилла заключается в создании:
- модели образования для зарождающегося среднего класса;
- модели эффективного функционирования почты для удовлетворения потребностей бизнеса и общества, включая использование почтовых марок и системы низких единых почтовых тарифов, которые часто считаются само собой разумеющимися в современном мире[30].

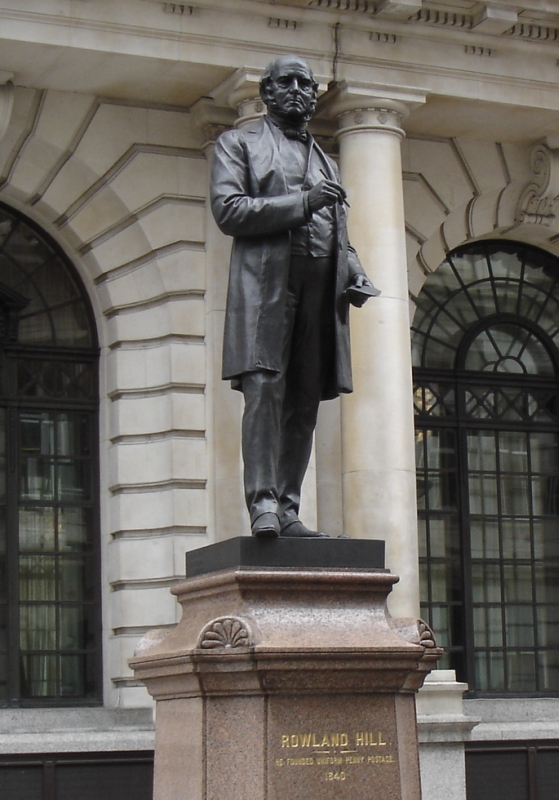
Памятник Хиллу на Кинг-Эдвард-Стрит в Лондоне

При этом Хилл не только изменил работу почты по всему миру, но и повысил эффективность и выгодность коммерческой составляющей почтовой связи, несмотря на то, что прошло ещё 30 лет, прежде чем доходы почтового ведомства Великобритании достигли того уровня, на котором они были в 1839 году. Фактически, единый почтовый тариф в один пенни сохранялся на территории Великобритании даже и в XX веке, и в какой-то момент одним пенни оплачивалась пересылка до четырёх унций веса почтового отправления.
Роуленду Хиллу установлены три памятника. Первый, работы скульптора Томаса Брока, открытый в 1881 году, был установлен в его родном городе, Киддерминстере Второй, работы Эдварда Онслоу Форда, стоит на улице Кинг-Эдвард-Стрит (King Edward Street) в Лондоне, напротив биржи. Третий, менее известный (скульптор Питер Холлинз, ранее стоял на улице Хёрст-стрит в Бирмингеме, но в настоящее время находится в Бирмингемском музее и галерее. Мраморный бюст в натуральную величину работы У. Д. Кейворта-младшего (W. D. Keyworth, Jr.) можно увидеть в часовне Св. Павла (St. Paul’s Chapel) в Вестминстерском аббатстве.
Улицы, названные в его честь, существуют в лондонских районах Хэмпстеде (идёт от Хаверсток-Хилл, со стороны Королевской бесплатной больницы, и Тоттенхеме (рядом с Уайт Харт Лейн).
В Тоттенхеме есть местный Исторический музей в Замке Брюса, где Хилл жил в 1840-е годы и где имеется ряд соответствующих экспонатов.
В 1882 году почтовое ведомство учредило Фонд имени Роуленда Хилла (Rowland Hill Fund) для нуждающихся почтовых работников, пенсионеров и членов их семей.
Премии Роуленда Хилла, которые в 1997 году начали присуждать Royal Mail и Британский филателистический трест, являются ежегодными премиями за «инновации, инициативу и предприимчивость», проявленные в области филателии.
«Отец» почтовой марки был неоднократно запечатлён на почтовых миниатюрах, блоках и других филателистических материалах различных стран мира:

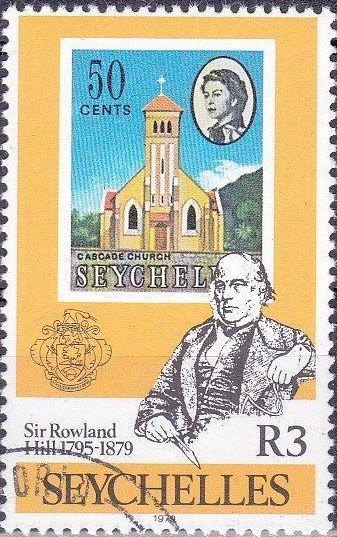
Марка Сейшельских Островов (1979) к 100-летию со дня смерти Р. Хилла
Марка Великобритании работы Ч. Слани (1995) к 200-летию со дня рождения Р. Хилла, изображающая его на фоне «Чёрного пенни» (Sc #1626)

## Труды
- Hill R. Home Colonies: a Plan for the Gradual Extinction of Pauperism and the Diminution of Crime. — London: Simpkin and Marshall, 1832. — 52 p. (New York Public Library SGF p. v. 16, No. 11.) (англ.) (Дата обращения: 17 февраля 2010)
- Hill R. Post Office Reform: its Importance and Practicability. — London: W. Clowes and Sons, 1837. — 80 p. (англ.) (Дата обращения: 17 февраля 2010)
- Hill R. History of Penny Postage: with a Prefatory Memoir. — London: William Clowes & Sons, 1871. — 428 p. (англ.) (Дата обращения: 18 февраля 2010)
- Hill R., Hill G. B. The Life of Sir Rowland Hill and the History of the Penny Post: In 2 vols. — London: Thomas De La Rue & Co., 1880. — Vol. 2. (англ.) (Дата обращения: 30 июля 2015)
- Hill T. R. [Hill M. D., Hill R.] Plans for the Government and Liberal Instruction of Boys, in Large Numbers; Drawn from Experience. — London: G. and W. B. Whittaker, 1822. — 238 p.; new edn. with additions. — 1827. (англ.) (Дата обращения: 17 февраля 2010)